# Бойко Петро Леонідович
Петро́ Леоні́́дович Бо́йко (нар. 17 травня 1970 — пом. 6 січня 2015) — сержант Збройних сил України, учасник російсько-української війни.

## Життєпис
Пройшов строкову службу в десантних військах, мав досвід бойових дій. За плечима армійська служба в Чехословаччині та на Кавказі. У часі війни добровольцем пішов до військкомату, мобілізований 2 серпня 2014 року. Командир відділення розвідки 128-ї гірсько-піхотної бригади.
6 січня 2015-го загинув у бою від кулі снайпера поблизу села Нікішине.
Без сина лишились батьки.
Хоронили з батьківської хати в рідній Москалівці на Коритнянському кладовищі (села належать до однієї сільської ради).

## Нагороди та вшанування
За особисту мужність і героїзм, виявлені у захисті державного суверенітету та територіальної цілісності України, вірність військовій присязі під час російсько-української війни, відзначений — нагороджений
- 23 травня 2015 року — орденом «За мужність» III ступеня (посмертно)[1]
- у Москалівці відкрито меморіальну дошку Петрові Бойку та Олегові Середюку

Вшановується в меморіальному комплексі «Зала пам'яті», в щоденному ранковому церемоніалі 6 січня.